# Axinyssa lithophaga
Axinyssa lithophaga är en svampdjursart som först beskrevs av Wiedenmayer 1977.  Axinyssa lithophaga ingår i släktet Axinyssa och familjen Halichondriidae.
Artens utbredningsområde är Bahamas. Inga underarter finns listade i Catalogue of Life.